# Tuchtcollege voor de Scheepvaart
Het Tuchtcollege voor de Scheepvaart is in Nederland de instantie die het tuchtrecht uitoefent op kapiteins en officieren in de scheepvaart. Het college werd in 2010 ingesteld en nam de tuchtrechtelijke taak over van de Raad voor de Scheepvaart. Het zetelt in de Beurs van Berlage in Amsterdam.
Het college spreekt recht op basis van hoofdstuk 5A van de Wet zeevarenden. Het behandelt klachten van belanghebbenden zoals bemanningsleden, reders, passagiers en verzekeraars. Het college moet beoordelen of de kapitein en de scheepsofficieren juist hebben gehandeld ten opzichte van de opvarenden, het schip, de lading, het milieu en het scheepvaartverkeer.
Volgens de wet is het college samengesteld uit een voorzitter, twee plaatsvervangende voorzitters, twaalf leden en twintig plaatsvervangende leden. De voorzitters zijn juristen, de leden en plaatsvervangende leden zijn mensen met ervaring in de sector, zoals kapiteins (uit zowel koopvaardij als visserij), reders en werktuigkundigen. Ze worden benoemd door de regering.
Tegen uitspraken van het college kan in beroep worden gegaan bij het College van Beroep voor het bedrijfsleven.